# John Siryakibbe
John Siryakibbe (ur. 25 grudnia 1962) – ugandyjski bokser startujący w wadze koguciej, uczestnik Letnich Igrzysk Olimpijskich 1980 oraz Letnich Igrzysk Olimpijskich 1984. 
Po raz pierwszy wystąpił na igrzyskach w 1980 roku w Moskwie, gdzie doszedł do ćwierćfinału, w którym przegrał (przez nokaut) z Wenezuelczykiem Bernardo José Piñango. Na następnych igrzyskach odpadł już w drugiej rundzie, a pokonał go Pedro Nolasco z Dominikany.